# Скотт Шиллер
Скотт Ентоні Джозеф Шиллер (англ. Scott Anthony Josef Schiller; нар. 30 серпня 1990) — канадський борець вільного стилю, срібний та бронзовий призер Панамериканських чемпіонатів, бронзовий призер Чемпіонату Співдружності, бронзовий призер Франкомовних ігор.

## Життєпис
Боротьбою почав займатися з 2006 року. У 2009 році здобув срібну медаль Панамериканського чемпіонату серед юніорів.
Виступав за борцівський клуб Монреаля. Тренер — Віктор Зільберман (з 2008).

## Спортивні результати на міжнародних змаганнях

### Виступи на Чемпіонатах світу
| Змагання                        | Збірна | Вагова категорія          | Місце |
| ------------------------------- | ------ | ------------------------- | ----- |
| Чемпіонат світу з боротьби 2018 | Канада | вільна боротьба, до 61 кг | 16    |
| Чемпіонат світу з боротьби 2019 | Канада | вільна боротьба, до 61 кг | 15    |

### Виступи на Панамериканських чемпіонатах
| Змагання                                   | Збірна | Вагова категорія          | Місце  |
| ------------------------------------------ | ------ | ------------------------- | ------ |
| Панамериканський чемпіонат з боротьби 2019 | Канада | вільна боротьба, до 61 кг | Бронза |
| Панамериканський чемпіонат з боротьби 2020 | Канада | вільна боротьба, до 61 кг | Срібло |

### Виступи на Чемпіонатах Співдружності
| Змагання                                | Збірна | Вагова категорія          | Місце  |
| --------------------------------------- | ------ | ------------------------- | ------ |
| Чемпіонат Співдружності з боротьби 2011 | Канада | вільна боротьба, до 66 кг | Бронза |

### Виступи на Франкомовних іграх
| Змагання              | Збірна | Вагова категорія          | Місце  |
| --------------------- | ------ | ------------------------- | ------ |
| Франкомовні ігри 2013 | Канада | вільна боротьба, до 66 кг | Бронза |

### Виступи на інших змаганнях
| Змагання                             | Збірна | Вагова категорія          | Місце  |
| ------------------------------------ | ------ | ------------------------- | ------ |
| Турнір міста Сассарі з боротьби 2012 | Канада | вільна боротьба, до 66 кг | Срібло |
| Турнір міста Сассарі з боротьби 2014 | Канада | вільна боротьба, до 61 кг | 5      |
| Henri Deglane Challenge 2014         | Канада | вільна боротьба, до 57 кг | 10     |
| Турнір міста Сассарі з боротьби 2015 | Канада | вільна боротьба, до 65 кг | 8      |
| Турнір міста Сассарі з боротьби 2016 | Канада | вільна боротьба, до 61 кг | Золото |

### Виступи на змаганнях молодших вікових груп
| Змагання                                                 | Збірна | Вагова категорія          | Місце  |
| -------------------------------------------------------- | ------ | ------------------------- | ------ |
| Панамериканський чемпіонат з боротьби серед юніорів 2009 | Канада | вільна боротьба, до 60 кг | Срібло |
| Чемпіонат світу з боротьби серед юніорів 2010            | Канада | вільна боротьба, до 60 кг | 24     |